# 普斯陶伊·莉扎
普斯陶伊·莉扎（匈牙利語：Pusztai Liza，2001年5月11日—）生于布达佩斯，是一名匈牙利击剑运动员，主攻佩剑。她在九岁时加入家乡当地的一家击剑俱乐部，开始练习击剑，此前她曾尝试过田径、游泳、网球等运动，后来她母亲建议她练习击剑，她最初练习击剑时便选择主攻佩剑，未尝试过其他剑种。2016年，她在欧洲青少年击剑锦标赛上获得女子个人佩剑和女子团体佩剑两项冠军，后来，她加入成年国家队，并在年仅16岁时完成个人的欧洲成年级锦标赛首秀，并获得个人佩剑铜牌。她最初的教练是István Bódy，两人自她开始击剑以来便合作多年，2021年她与Bódy解除师徒关系，并开始师从Etele Ravasz教练。